# Arthrolips splendens
Arthrolips splendens är en skalbaggsart som först beskrevs av Schwarz 1878.  Arthrolips splendens ingår i släktet Arthrolips och familjen punktbaggar. Inga underarter finns listade i Catalogue of Life.